# Пезейру, Жозе
Жозе́ Ви́тор душ Сантуш Пезе́йру (порт. José Vítor dos Santos Peseiro; род. 4 апреля 1960, Коруши) — португальский футболист и тренер.

## Карьера тренера

### Ранние годы
Жозе Пезейру — выпускник тех же тренерских курсов, что и Жозе Моуринью, однако он начал тренировать раньше. В 1992 году он возглавил любительский клуб «Униан де Сантарен». До 1999 года Пезейру работал ещё в двух любительских клубах — «Униан де Монтемор» и «Ориентал», прежде чем получить приглашение в свой первый серьёзный клуб — «Насьонал» из Фуншала.

### Первые успехи
С клубом с острова Мадейра Пезейру выиграл Второй дивизион Португалии, а затем финишировал на третьем месте в Лиге де Онра, что позволило «Насьоналу» выйти в Лигу Сагриш, высший дивизион Португалии. Закончив чемпионат на 11-м месте и выполнив задачу сохранения клуба в Лиге, Пезейру принял предложение Карлуша Кейроша стать его помощником в клубе «Реал Мадрид». Однако Кейруша вскоре уволили, он вернулся в «Манчестер Юнайтед» на должность помощника, а Пезейру было предложено место в команде «Спортинг» из Лиссабона.

### «Спортинг»
Пезейру прибыл в «Спортинг» в сложное время. Жозе Моуринью покинул созданный им чемпионский «Порту», и фанаты «Спортинга» надеялись, что Пезейру сможет вернуть в столицу титул. Плохое начало сезона (3 поражения и 2 ничьих к 9 туру) тем не менее позволило «Спортингу» бороться за титул чемпиона, пользуясь посредственной игрой «Порту» и «Бенфики». Всё решилось в последнем туре, когда лидировавший «Спортинг» проиграл «Бенфике» из-за ошибки вратаря Рикарду.
Кубок УЕФА для клуба прошёл более удачно. Последовательно выбив из турнира «Фейеноорд», «Мидлсбро», «Ньюкасл Юнайтед» и АЗ в полуфинале благодаря голу Мигеля Гарсии на последней минуте компенсированного времени, «Спортинг» вышел в финал на московский ЦСКА. Финал прошёл на домашнем стадионе «Спортинга» «Жозе Алваладе», и родные болельщики гнали «львов Лиссабона» вперёд. Лиссабонцы открыли счёт усилиями Рожерио, но россияне отыгрались, забил Алексей Березуцкий. Второй гол ЦСКА забил Юрий Жирков, а точку в провальном для «Спортинга» финале поставил Вагнер Лав. «Спортинг» проиграл 1:3.
Старт следующего сезона был ещё более неудачным. Вылет из квалификации Лиги чемпионов (поражение от итальянского «Удинезе») вывел «Спортинг» в Кубок УЕФА, но и из этого турнира португальцы вылетели, на этот раз проиграв шведскому клубу «Хальмстад». В чемпионате страны команда играла средне. 16 октября после поражения 0:1 от «Академики» из Коимбры, которое опустило лиссабонцев на 7 место в чемпионате, Пезейру подал в отставку. 18 октября она была принята президентом Антониу Диашем да Куньей.
После того как Пезейру ушёл из команды, на него обрушилась целая волна критики. Его упрекали в том, что он слабый мотиватор и что он не может поддерживать позитивную атмосферу в раздевалке, а также в отсутствии хороших результатов.

### Дальнейшая карьера
После «Спортинга» он был главным тренером арабского клуба «Аль-Хиляль», с которым выиграл чемпионат Саудовской Аравии. На следующий сезон принял греческий «Панатинаикос». Однако, завершив чемпионат на 3 месте, он был вынужден уйти из клуба из-за протестов фанатов.
В 2008 году он подписал трёхлетний контракт с румынским клубом «Рапид». За сезон 2008/09 Пезейру был дважды удалён на трибуны за отбрасывание мяча и участие в скандале между «Рапидом» и ЧФР в матче 9 августа. После того как 2 октября «Рапид» проиграл клубу «Вольфсбург» в Кубке УЕФА, Пезейру был уволен, но через несколько дней восстановлен на посту. Однако он всё равно ушёл из клуба 12 января 2009 года, не сумев договориться о новом контракте.

### Саудовская Аравия
В том же 2009 году Пезейру пригласили на пост тренера сборной Саудовской Аравии на смену Нассеру аль-Джохару. Перед ним была поставлена задача квалифицировать Саудовскую Аравию на чемпионат мира по футболу 2010 в ЮАР. Начав с победы в Тегеране над сборной Ирана со счётом 2:1 (это была первая выездная победа Саудовской Аравии над Ираном и первое иранское поражение дома за 40 игр), сборная саудовцев тем не менее не смогла пройти на ЧМ, и работа Пезейру оказалась под более пристальным контролем. Сборная квалифицировалась на Кубок Азии в Катаре. Однако уже после первой игры на турнире, которую саудовцы проиграли 1:2 сборной Сирии, Пезейру был уволен.

### Нигерия
В мае 2022 года Федерация футбола Нигерии объявила о назначении Жозе Пезейру главным тренером сборной Нигерии.

## Достижения
«Насьонал»
- Победитель Второй лиги Португалии: 2000

«Аль-Хиляль»
- Чемпион Саудовской Аравии: 2006/07

«Спортинг Лиссабон»
- Финалист Кубка УЕФА: 2004/05

Саудовская Аравия
- Финалист Кубка Персидского залива: 2010

Нигерия
- Серебряный призёр Кубка африканских наций 2023